# Ronde van Castilië en León 2024
De 38e editie van de wielerwedstrijd Ronde van Castilië en León vond plaats op 23 juli 2024. De wedstrijd startte in Valladolid en finishte 199,7 kilometer later in Cistérniga. De wedstrijd maakte deel uit van de UCI Europe Tour, met de categorie 1.1. De Australiër Caleb Ewan won na een massasprint, voor Davide Cimolai en Jenthe Biermans.

## Uitslag
| Plaats  | Naam                  | Ploeg                  | Tijd     |
| ------- | --------------------- | ---------------------- | -------- |
| Winnaar | Caleb Ewan            | Jayco AlUla            | 4u33'55" |
| 2       | Davide Cimolai        | Movistar               | z.t.     |
| 3       | Jenthe Biermans       | Arkéa-B&B Hotels       | z.t.     |
| 4       | Max Kanter            | Astana Qazaqstan       | z.t.     |
| 5       | Ivo Oliveira          | UAE Team Emirates      | z.t.     |
| 6       | Jon Aberasturi        | Euskaltel-Euskadi      | z.t.     |
| 7       | Giacomo Nizzolo       | Q36.5                  | z.t.     |
| 8       | Orluis Aular          | Caja Rural-Seguros RGA | z.t.     |
| 9       | Stanisław Aniołkowski | Cofidis                | z.t.     |
| 10      | Manuel Peñalver       | Polti Kometa           | z.t.     |
| 11      | Eduard Prades         | Caja Rural-Seguros RGA | z.t.     |
| 12      | Milan Menten          | Lotto Dstny            | z.t.     |
| 13      | Joel Nicolau          | Caja Rural-Seguros RGA | z.t.     |
| 14      | Stefano Oldani        | Cofidis                | z.t.     |
| 15      | David González        | Caja Rural-Seguros RGA | z.t.     |
| 16      | Marc Brustenga        | Kern Pharma            | z.t.     |
| 17      | David Dekker          | Arkéa-B&B Hotels       | z.t.     |
| 18      | Antonio Angulo        | Burgos-BH              | z.t.     |
| 19      | Francisco Galván      | Kern Pharma            | z.t.     |
| 20      | Jeroen Meijers        | Victoria Sports        | z.t.     |

1985 · 1986 · 1987 · 1988 · 1989 · 1990 · 1991 · 1992 · 1993 · 1994 · 1995 · 1996 · 1997 · 1998 · 1999 · 2000 · 2001 · 2002 · 2003 · 2004 · 2005 · 2006 · 2007 · 2008 · 2009 · 2010 · 2011 · 2012 · 2013 · 2014 · 2015 · 2016 ·2017 · 2018 · 2019 · 2020 · 2021 · 2022 · 2023 · 2024